# Jure Kocjan
Jure Kocjan (Ljubljana, 18 d'octubre de 1984) és un ciclista eslovè, professional des del 2005. En el seu palmarès destaca el Gran Premi Pino Cerami i el Gran Premi ciclista de Saguenay.
Al febrer de 2016, va ser suspès provisionalment per l'UCI per un positiu ocorregut el març de 2012.

## Palmarès
- 2005
  - Vencedor d'una etapa a la Jadranska Magistrala
- 2006
  - 1r al Tour de Voivodina
- 2008
  - Vencedor de 2 etapes a la Volta a Cuba
  - Vencedor d'una etapa a la Volta al llac Qinghai
- 2009
  - Vencedor d'una etapa a l'Étoile de Bessèges
  - Vencedor de 2 etapes a la Volta al llac Qinghai
- 2010
  - 1r al Gran Premi Pino Cerami
- 2012
  - Vencedor de 2 etapes al Tour del Llemosí
- 2014
  - 1r al Gran Premi ciclista de Saguenay i vencedor d'una etapa
  - Vencedor de 2 etapes a la Volta a la Independència Nacional
- 2005
  - Vencedor d'una etapa al Tour de Utah